# 陈扬 (田径运动员)
陈扬（1991年7月10日—），河北人，中国女子铁饼运动员。她曾获得2018年亚洲运动会女子铁饼金牌。她也参加了2016年夏季奥林匹克运动会，获得第七名。